# الزواج في اليونان القديمة

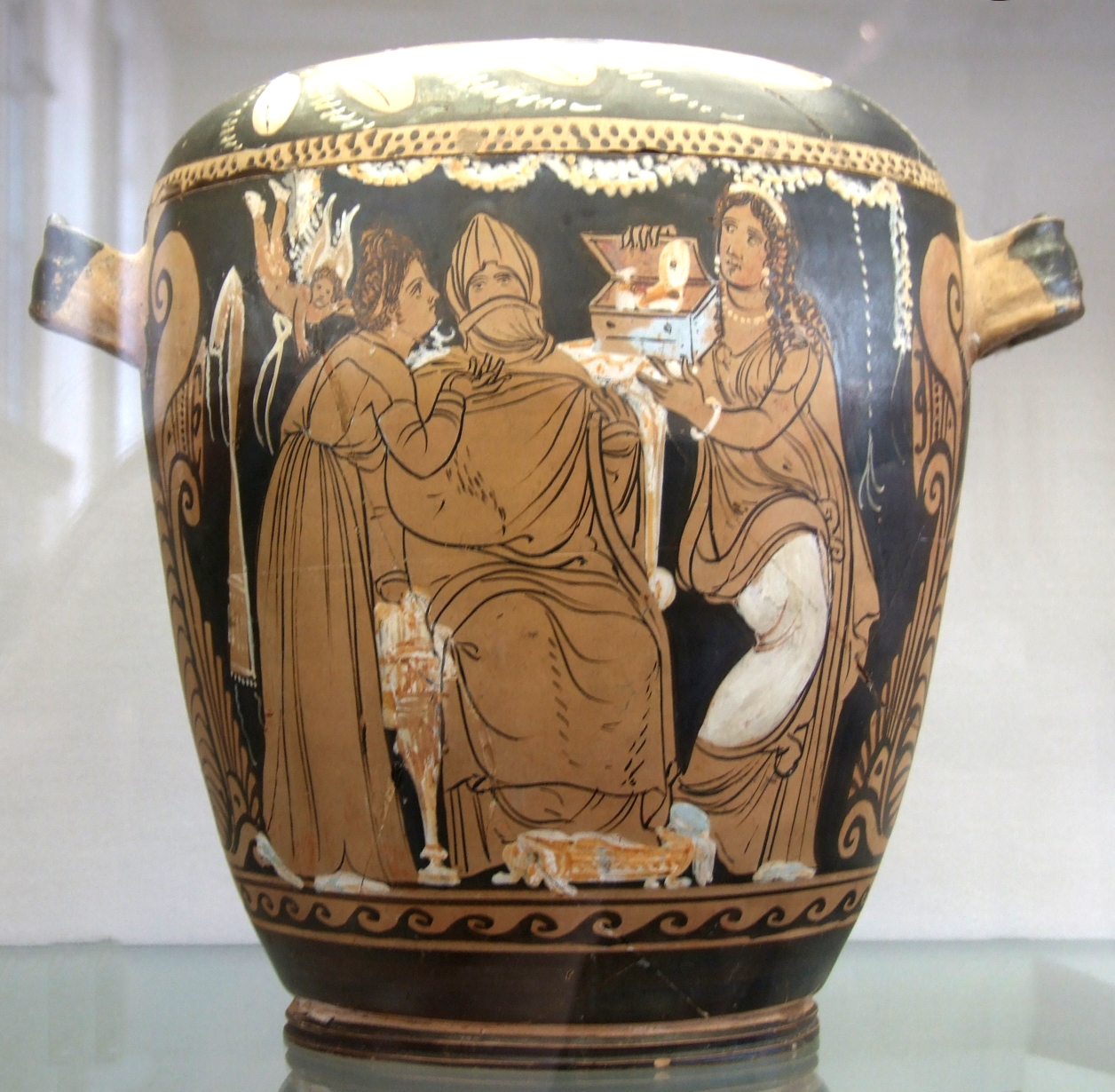
"تحضيرات الزواج"

كان الزواج في اليونان القديمة مسؤوليةً اجتماعية أكثر منه علاقة شخصية، وكان الهدف الرئيسي من كل الزيجات هو التكاثر مما جعل الزواج مسألة ذات اهتمام اجتماعي عام، ورُتِّبت أغلب الزيجات من قبل الوالدين. كانت كل مدينة من مدن اليونان القديمة مستقلة سياسيًا، ولكل منها قوانينها الخاصة فيما يتعلق بالزواج، ولكي يكون الزواج قانونيًا يجب أن يوافق والد المرأة أو الوصي عليها على الزواج، أما الفتيات اليتيمات فغالبًا ما تزوجن من أبناء العمومة أو الأقارب. اختار أغلب اليونانيين الزواج في فصل الشتاء بسبب أهمية هذا الفصل عند هيرا آلهة الزواج في اليونان القديمة، وكان الزواج هو الانتقال الرسمي من مرحلة الطفولة إلى مرحلة البلوغ بالنسبة للإناث.
استمدَّ العلماء والمؤرخون أغلب المعلومات عن تقاليد الزواج في اليونان القديمة من السجلات التاريخية المتاحة حول هذا الموضوع، والتي تركَّزت حصرًا حول أثينا وأسبرطة وخصوصًا الطبقة الأرستقراطية فيهما، ولذلك يبدو أنَّ العلماء غير متأكدين فيما إذا كانت هذه التقاليد نفسها شائعة في بقية أنحاء اليونان القديمة أو عند الطبقات الاجتماعية الوسطى والدنيا.

## الزواج كمصلحة عامة
اعتبر المُشرعون اليونانيون القدامى الزواج مسألة ذات أهمية اجتماعية عامة، بالإضافة لذلك لم يكن من الشائع تعدد الزوجات عند الإغريق، وهذا ما نلاحظه في ملاحم هوميروس حيث لجميع الأبطال زوجة واحدة فقط، على الرغم من أنَّه صوَّرهم في علاقات جنسية مع محظيات أو نساء أخريات غير زوجاتهم. أما القانون الذي وضعه أفلاطون في مدينته الفاضلة فقد نصَّ على معاقبة أي رجل غير متزوج وهو في سن الخامسة والثلاثين بسحب حقوقه المدنية والحظر على أمواله، واقترح أفلاطون أيضًا أنه يجب على الرجال عند اختيار الزوجة مراعاة مصالح الدولة وتقديمها على رغباتهم الخاصة.

### الزواج في أسبرطة القديمة
شجعت قوانين أسبرطة على تقديم المصلحة العامة على المصالح الخاصة والسعادة الشخصية فيما يتعلق بمسائل الزواج، فمثلًا تؤكد القوانين التي وضعها ليكورغوس الإسبارطي على اتخاذ إجراءات قانونية جنائية ضد المتأخرين بالزواج أو العازبين الذين يرفضون الزواج، وقد اعتمدت هذه القوانين على المبدأ الإسبارطي الذي ينص على أنه من واجب كل مواطن تربية أطفال شرعيين أقوياء وأصحاء من أجل الدولة.
اعتبر الأسبارطيون الإنجاب الهدف الرئيسي للزواج، ولهذا سمحوا للمرأة التي لا تنجب أطفالًا من زوجها أن تعيش مع رجل آخر، ولنفس السبب سمحوا للرجل بالزواج من امرأتين رغم أنَّ ذلك لم يكن متفقًا مع العادات الهلنستية.